# گرگ شمال غرب
گرگ شمال غرب (انگلیسی: Northwestern wolf) که گرگ دره مکنزی، گرگ چوبی آلاسکا و گرگ چوبی کانادایی هم نامیده شده، زیرگونه‌ای از گرگ خاکستری در غرب آمریکای شمالی است. گرگ شمال غرب بزرگترین زیرگونه گرگ خاکستری در جهان است.
این گرگ‌ها از آلاسکا، دره بالای رود مکنزی به سمت جنوب در سراسر استان‌های غربی کانادا، به غیر از مناظر دشتی در بخش‌های جنوبی آن، و همچنین شمال غربی ایالات متحده زندگی می‌کنند.